# Квант (ракета-носитель)
Квант — российский проект двухступенчатой ракеты-носителя лёгкого класса для выведения в космос малоразмерных космических аппаратов, разработанный в РКК «Энергия» в 1994—1995 годах на основе компонентов ракет-носителей «Зенит» и «Протон».
Согласно технической документации ракета-носитель «Квант» стартовой массой 235 т смогла бы выводить на низкую опорную орбиту высотой 200 км массу полезного груза не более, чем 5.8 т, а с комплекса «Морской старт» на геостационарную орбиту космические аппараты массой до 0,7 т.

## История создания
25 ноября 1995 года генеральным конструктором «РКК «Энергия» в Федеральное космическое агентство, Министерство обороны РФ, Госкомоборонпром России и РАН была направлена инженерная записка с предложением о включении проекта по созданию ракеты-носителя «Квант» в Федеральную космическую программу. 
Одновременно с этим предложением РКК «Энергия» вела переговоры с американской фирмой «Rockwell Automation», проявившей интерес к совместному созданию ракеты-носителя «Квант» и её эксплуатации в рамках программы «Морской старт». Интерес был обусловлен значительным спросом на тот момент на ракеты-носители лёгкого класса на американском рынке услуг по запуску небольших космических аппаратов, а также желанием фирмы «Rockwell Automation» участвовать в работах по созданию и эксплуатации плавучего космодрома «Морской старт».
Основным вопросом реализации проекта оказался поиск источников финансирования, необходимых для создания РН «Квант», а также для сохранения научно-производственного потенциала, на основе которого было возможно создание ракеты-носителя «Квант».
Основными исполнителями по разработке проекта ракета-носителя «Квант» были В. М. Филин, В. П. Клиппа, Р. К. Иванов, В. Н. Лакеев, М. М. Ковалевский, В. Н. Веселов, А. Н. Угусиков, О. П. Гаврелюк, В. А. Гневшев, В. Н. Любимов, В. И. Петров, Н. Н. Тупицын, А. Н. Шорин и другие.

## Особенности конструкции
РКК «Энергия» предполагала осуществить разработку нового носителя на основе отработанных высоконадёжных базовых элементов, разработанных и производимых на предприятиях Российской Федерации. К этим элементам относятся:
- Жидкостный ракетный двигатель РД-120, разработанный НПО «Энергомаш» в 1985 году для использования в качестве маршевой двигательной установки второй ступени на ракетах-носителях семейства «Зенит». Согласно проекту предполагалось доработать двигатели для осуществления запуска на Земле и использовать на первой ступени РН «Квант»;[1]
- Разгонный блок ДМ-SL, используемый в составе ракеты космического назначения «Зенит-3SL» ракетно-космического комплекса «Морской старт», с доработками, обеспечивающими применение данного блока в качестве второй ступени РН «Квант»;[1]
- Система управления, использующая высокоточную трёхосную гиростабилизированную платформу «ПВ-300» и ЦВМ «Бисер-3». Данная система управления использовалась на «Зенит-2SLБ» и «Зенит-3SL»;[1]
- Головные обтекатели, эксплуатируемые с блоком ДМ на ракета-носителе «Протон».[1]

Согласно технической документации базовый диаметр первой ступени составлял 3,9 метра, что позволяло использовать разгонный блок ДМ с головным обтекателем. Данная габаритная схема позволяла использовать созданное ранее по программе «Энергия — Буран» на заводе «Прогресс» уникальное технологическое оборудование и схемы производства.
Также стоит заметить, что использования базового диаметра 3,9 м обеспечивало возможность использования технологического оборудования на технических и стартовых комплексах, создаваемых для ракеты-носителя «Зенит» на космодроме «Байконур» и для РН «Ангара» — на космодроме «Плесецк», а также на пусковых комплексах морского базирования, создаваемых по программе «Морской старт».
Согласно проектной документации полная стартовая масса ракеты-носителя «Квант» должна была составлять не более, чем 235 т и обеспечивала стартовую тягу в 291 тс.

## Возможности РН «Квант»
Ракета-носитель «Квант» стартовой массой 235 т в базовой конфигурации смогла бы выводить на низкую опорную орбиту высотой 200 км массу полезного груза:
- при пусках с космодрома «Плесецк» - до 4,7 т;
- при пусках с космодрома «Свободный» - до 5,1 т;
- при пусках с космодрома «Байконур» - до 5,2 т;
- при пусках с комплекса «Морской старт» - до 5,8 т;

Ракета-носитель «Квант» в двухступенчатой конфигурации без использования разгонных блоков смогла бы за счёт многократного включения двигательных установок второй ступени обеспечивать доставку полезных грузов на круговые, геопереходные и все высокоэллиптические орбиты высотой до 10 000 км. 
РН «Квант» с апогейным блоком двигательных установок могла бы выводить с комплекса «Морской старт» на геостационарную орбиту космические аппараты массой до 0,7 т.